# Goniopteris simplicifolia
Goniopteris simplicifolia là một loài dương xỉ trong họ Thelypteridaceae. Loài này được Carr.in Seem mô tả khoa học đầu tiên năm 1873.
Danh pháp khoa học của loài này chưa được làm sáng tỏ. 